# Seemannaralia gerrardii
Seemannaralia és un gènere monotípic de fanerògames que pertany a la família de les Araliaceae, que comprèn una única espècie: Seemannaralia gerrardii (Seem.) R.Vig. És originària del sud d'Àfrica.

## Descripció
És un arbre perennifoli que arriba una grandària de 2 – 15 m d'altura a una altitud de 610 - 1830 metres.

## Taxonomia
Seemannaralia gerrardii va ser descrita per (Seem.) R.Vig. i publicat a Annales des Sciences Naturelles; Botanique, série 9 4: 118. 1906.
Sinonímia
- Cussonia gerrardii Seem., J. Bot. 4: 298 (1866).
- Panax gerrardii (Seem.) Harv., Gen. S. Afr. Pl., ed. 2: 147 (1868).[2]